# Ян Ляньхуэй
Ян Ляньхуэ́й (кит. упр. 杨连慧, пиньинь Yáng Liánhuì; 28 марта 1985; Далянь, Китай) — китайский боксёр-профессионал. В англоязычных источниках обычно именуется «Ik Yang». Бывший претендент на титул чемпиона мира в 1-м полусреднем весе.

## Профессиональная карьера
Дебютировал на ринге 23 июня 2007 года, одержав победу техническим нокаутом в 3-м раунде.
7 марта 2015 года победил техническим нокаутом в 6-м раунде тайца Патомсука Патхомпотхонга и стал официальным претендентом на титул чемпиона мира по версии IBF в 1-м полусреднем весе.

### Чемпионский бой сСесаром Рене Куэнкой
18 июля 2015 года встретился с аргентинцем Сесаром Рене Куэнкой в бою за вакантный титул чемпиона мира в 1-м полусреднем весе по версии IBF. Поединок продлился все 12 раундов. Куэнка победил единогласным решением судей.

## Статистика боёв
В таблице перечислены результаты всех поединков боксёров.
В каждой строке указан результат поединка. Дополнительно номер поединка обозначен цветом, который обозначает итог поединка. Расшифровка обозначений и цветов представлена в нижеследующей таблице.
| Пример | Расшифровка                     |
| ------ | ------------------------------- |
|        | Победа                          |
|        | Ничья                           |
|        | Поражение                       |
|        | Планируемый поединок            |
|        | Поединок признан несостоявшимся |
| КО     | Нокаут                          |
| ТКО    | Технический нокаут              |
| PTS    | Решение судей (по очкам)        |
| UD     | Единогласное решение судей      |
| MD     | Решение большинства судей       |
| SD     | Раздельное решение судей        |
| RTD    | Отказ от продолжения боя        |
| DQ     | Дисквалификация                 |
| NC     | Поединок признан несостоявшимся |

| Бой | Дата             | Соперник                          | Место проведения                                         | Результат | Примечание                                                                           |
| --- | ---------------- | --------------------------------- | -------------------------------------------------------- | --------- | ------------------------------------------------------------------------------------ |
| 22  | 23 июля 2016     | Леонардо Заппавигна (34-2-0)      | MGM Grand, Лас-Вегас, Невада, США                        | TKO6 (10) |                                                                                      |
| 21  | 18 июля 2015     | Сесар Рене Куэнка (47-0-0)        | Cotai Arena, Venetian Resort, Макао, Китай               | UD12 (12) | Вакантный титул чемпиона мира в 1-м полусреднем весе по версии IBF.                  |
| 20  | 7 марта 2015     | Патомсук Патхомпотхонг (29-2-1)   | Cotai Arena, Venetian Resort, Макао, Китай               | TKO6 (12) | Титул IBF Pan Pacific в 1-м полусреднем весе (1-я защита Янга).                      |
| 19  | 16 декабря 2014  | Фахсаи Саккририн (41-5-1)         | Mercedes-Benz Arena, Шанхай, Китай                       | RTD5 (10) | Вакантный титул IBF Pan Pacific в 1-м полусреднем весе.                              |
| 18  | 26 августа 2014  | Суккасем Киетйонгютх (13-2-0)     | Mercedes-Benz Arena, Шанхай, Китай                       | TKO8 (10) | Вакантный титул WBO Asia Pacific в лёгком весе. Киетйонгютх в нокдауне в 1-м раунде. |
| 17  | 19 июля 2014     | Рачамонгкол Сор Плеончит (14-8-0) | Cotai Arena, Venetian Resort, Макао, Китай               | TKO3 (8)  |                                                                                      |
| 16  | 31 мая 2014      | Геислер АП (5-2-0)                | Cotai Arena, Venetian Resort, Макао, Китай               | TKO1 (8)  |                                                                                      |
| 15  | 24 ноября 2013   | Херо Тито (7-2-0)                 | Cotai Arena, Venetian Resort, Макао, Китай               | MD6 (6)   | Счёт судей: 57/57, 59/55, 60/54.                                                     |
| 14  | 7 июня 2013      | Рожер Роса (5-2-1)                | Little Creek Casino Resort, Шелтон, Вашингтон, США       | TKO1 (6)  |                                                                                      |
| 13  | 12 апреля 2013   | Иван Савала (4-1-1)               | Little Creek Casino Resort, Шелтон, Вашингтон, США       | KO2 (6)   |                                                                                      |
| 12  | 21 декабря 2012  | Марио Флорес (12-8-1)             | Хайкоу, Хайнань, Китай                                   | NC2 (12)  | Вакантный титул International Professional Boxing Union world в лёгком весе.         |
| 11  | 28 октября 2012  | Понгсири Айутх (1-2-0)            | Dangjin Gymnasium, Танджин, Республика Корея             | KO2 (10)  |                                                                                      |
| 10  | 28 июня 2012     | Элли Рай (10-6-1)                 | Grand Waldo Conference & Exhibition Centre, Макао, Китай | TKO8 (12) | Титул WBO China Zone в лёгком весе (1-я защита Рая).                                 |
| 9   | 4 мая 2012       | Jong Won Won (7-10-1)             | KBS Sports World, Сеул, Республика Корея                 | KO3 (10)  | Вакантный титул чемпиона Южной Кореи в лёгком весе.                                  |
| 8   | 7 сентября 2011  | Фасангхан Ор Бенйамад (0-3-0)     | Дунган, Шаньдун, Китай                                   | KO2 (10)  |                                                                                      |
| 7   | 29 апреля 2011   | Byung-Kook Kim (5-1-0)            | Chungeui Temple, Есан, Республика Корея                  | KO1 (6)   |                                                                                      |
| 6   | 15 августа 2008  | Sang-Hyun Shin (2-4-0)            | Citizen Gymnasium, Тэгу, Республика Корея                | SD6 (6)   | Счёт судей: 58/59, 58/57, 58/56.                                                     |
| 5   | 18 мая 2008      | In-Soo Yu (2-6-0)                 | Yangcheongu Hall, Сеул, Республика Корея                 | UD4 (4)   | Счёт судей: 40/37 и 40/36 (дважды).                                                  |
| 4   | 23 декабря 2007  | Chang-Il Kim (4-2-0)              | Eumseonggun, Республика Корея                            | UD8 (8)   | Счёт судей: 79/73, 80/73, 80/72.                                                     |
| 3   | 10 ноября 2007   | Sung-Tae Kim (2-5-1)              | Sammeori Park, Тэджон, Республика Корея                  | KO5 (6)   |                                                                                      |
| 2   | 16 сентября 2007 | Sung-Ryong Lee (2-2-0)            | Hilton Hotel, Сеул, Республика Корея                     | UD6 (6)   | Счёт судей: 59/55 и 60/54 (дважды).                                                  |
| 1   | 23 июня 2007     | Sung-Tae Kim (2-4-1)              | Hyewon Girl's Highschool, Сеул, Республика Корея         | TKO3 (6)  |                                                                                      |
| Бой | Дата             | Соперник                          | Место проведения                                         | Результат | Примечание                                                                           |

## Титулы
- Чемпион Южной Кореи в лёгкой весовой категории.
- WBO China Zone в лёгкой весовой категории.
- WBO Asia Pacific в лёгкой весовой категории.
- IBF Pan Pacific в 1-й полусредней весовой категории.